# Griszkowskaja
Griszkowskaja (ros. Гришковская) – wieś w Rosji, w rejonie wożegodskim obwodu wołogodzkiego. W 2021 r. była niezamieszkana.